# Cultura di Tlatilco

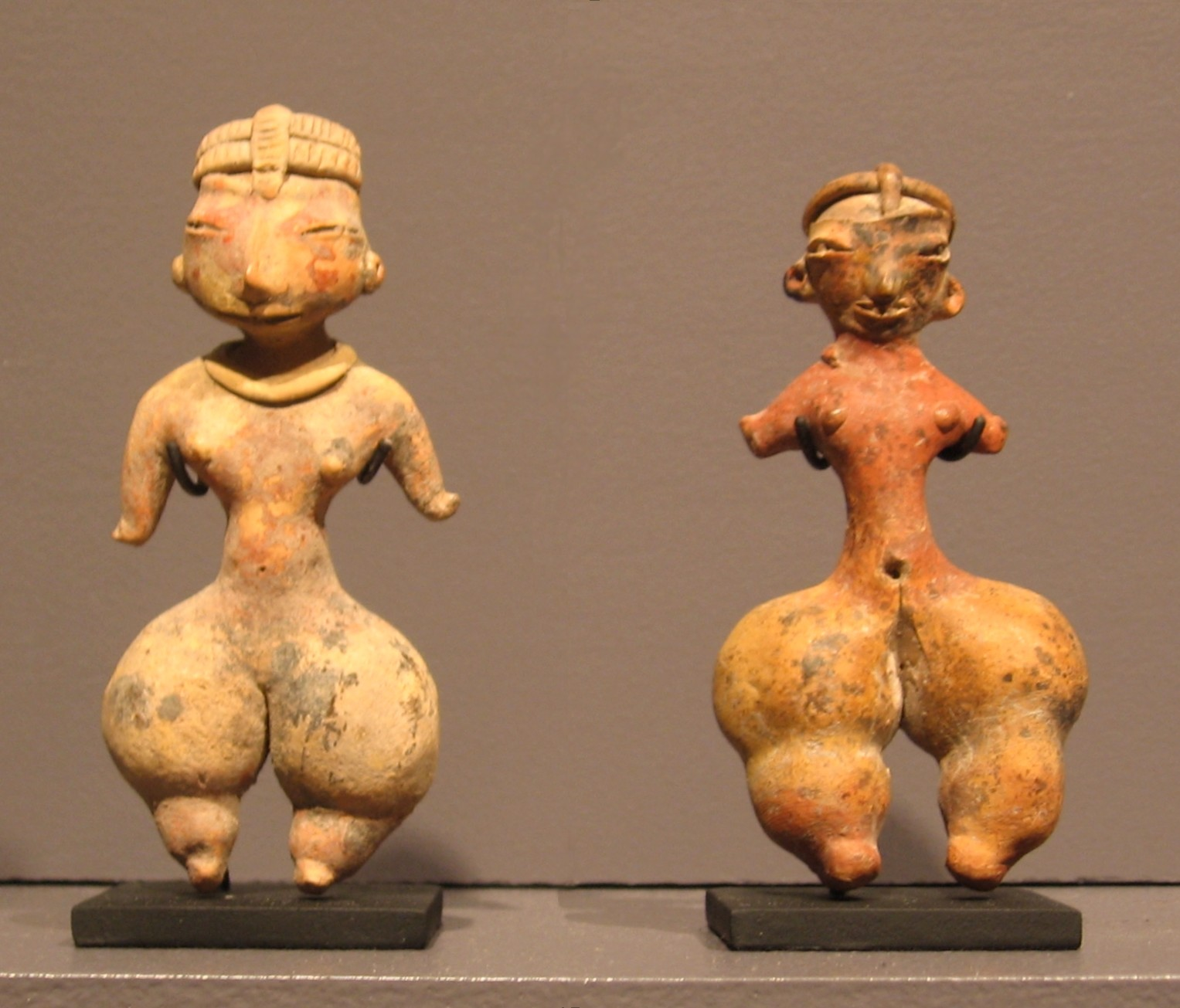
Due figure di Tlatilco risalenti al 1000 - 800 a.C.

La cultura di Tlatilco è una civiltà che fiorì nella valle del Messico tra il 1250 a.C. e l'800 a.C., durante il periodo formativo iniziale. Tlatilco, Tlapacoya, e Coapexco sono i più importanti siti archeologici costruiti da questa cultura.
La cultura di Tlatilco mostra un certo schema evolutivo rispetto alle civiltà precedenti della zona, con costruzioni più complicate, occupazioni specifiche, e strutture sociali stratificate. In particolare, lo sviluppo di chiefdom a Tlatilco e Tlapacoya è una caratteristica che spicca nella cultura di Tlatilco.
In questo periodo vi fu un incremento dei commerci a distanze maggiori, specialmente riguardanti materiale come ferro, ossidiana, e giada. Il commercio facilitò l'entrata di influenze olmeche nella cultura e spiega i ritrovamenti di ceramiche in stile Tlatilco a Cuautla, a circa 150 km di distanza a sud.

## Definizione della cultura di Tlatilco

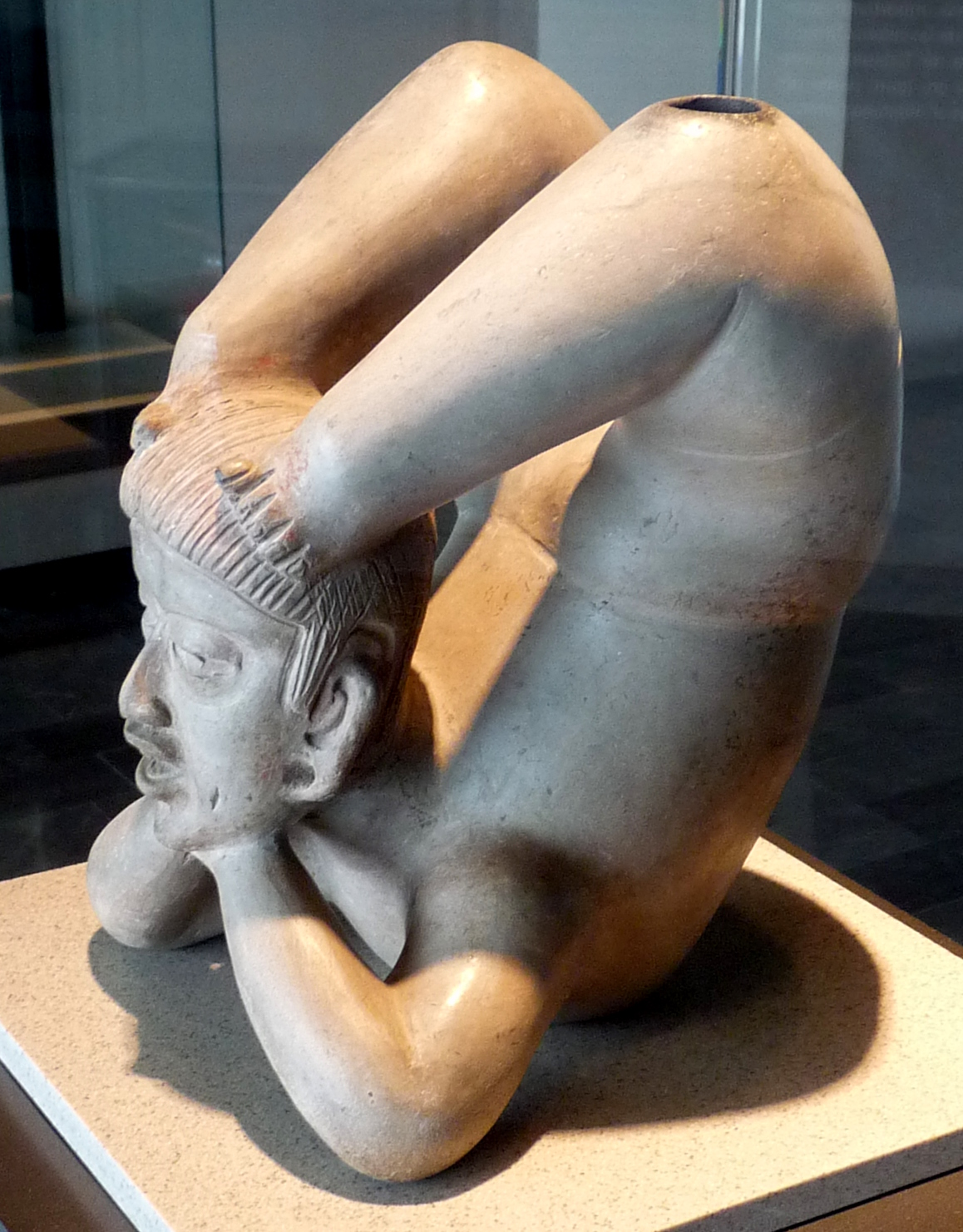
L'"Acrobata", arte in ceramica proveniente da Tlatilco, datata 1200-900 a.C. Il ginocchio sinistro della figura ha un buco che permette di versare liquidi.

Archeologicamente l'arrivo della cultura di Tlatilco viene denotato dalla diffusione di convenzioni artistiche, ceramiche, e vasellame conosciuti come Orizzonte Presto, l'orizzonte archeologico più antico in mesoamerica.
Nello specifico, la cultura di Tlatilco è definita dalla presenza di:
- Ceramiche rituali e utilitarie.
- Figurine che rappresentano umani e animali in maniera stilizzata.
- Maschere di argilla e altri oggetti rituali esotici.
- Sepolture con offerte ai morti.
- Decorazioni in stile olmeco, motivi, disegni, e figurine come le figure che rappresentano facce di bambini o gli adulti con costumi in stile pilli.

## Fasi
Christine Niederberger Betton, durante il suo studio presso la Valle del Messico nel 1987, identificò due fasi della cultura di Tlatilco:
- Fase Ayotla, 1250 - 1000 a.C.
- Fase Manantial, 1000 - 800 a.C.

Tra queste fasi, attorno al 1000 a.C., c'è un cambio drastico nello stile delle ceramiche: le figurine di uomini in costume vengono sostituite con donne nude, e l'iconografia derivata da quella olmeca si evolve in aspetti che rispecchiano quelli nativi, che riflettono un cambio idee e pratiche religiose.
A partire dall'800 a.C., i segni della cultura di Tlatilco cominciano a sparire dalla zona. A partire dal 700 a.C., Cuicuilco diventò il centro maggiore nella Valle del Messico.